# اسماعیل بن موسی منک
اسماعیل بن موسی منک (به انگلیسی: Ismail ibn Musa Menk) (زاده ۲۷ ژوئن ۱۹۷۵) که معمولاً به عنوان مفتی منک شناخته می‌شود، یک سخنران اسلامی زیمبابوه‌ای است. او مفتی اعظم زیمبابوه و رئیس بخش فتوا برای شورای علمای اسلامی زیمبابوه است.

## اوایل زندگی
منک در (۲۷ ژوئن ۱۹۷۵) در حراره از پدر و مادری یمنی به دنیا آمده‌است، و در آنجا تحصیلات ابتدایی خود را نزد پدرش مولانا موسی، حفظ قرآن کریم و یادگیری زبان عربی انجام داد. او برای تحصیلات به کالج سنت جان (هراره) رفت. وی در دانشگاه مدینه در فقه حنبلی تخصص یافت. منک توسط منابع مختلف به عنوان یک دیوبندی یا یک سلفی شناخته شده‌است، اگرچه او تاحالا اعلان نکرده‌است.

## دیدگاه
مفتی منک مخالف تروریسم می‌باشد و تعهد کرده که در مهار افراط گرایی مذهبی در مالدیو کمک کند. در ۳۱ مارس ۲۰۱۸، او مسلمانان لیبریا را ترغیب کرد که از خشونت به مسیحیان خودداری کنند، با این دلیل که مسلمانان و مسیحیان برادران و خواهران یک پدر، حضرت آدم هستند. او رسانه‌های غربی را مقصر می‌داند که جهان را سرگشته می‌کنند که مسلمانان تروریست هستند. به گزارش گلف نیوز، منک گفت که هر کسی در این کره زمین عضو از یک خانواده است و یک اعتقاد دارد، بنابراین هیچ‌کس حق ندارد اعتقاد یا ایمانی را به دیگری به زور تحمیل کند.

## آثار
در سال ۲۰۱۸ مجموعه ای از گفته‌های خود را تحت عنوان لحظات انگیزشی و در سال ۲۰۱۹ ویرایش دوم را با عنوان لحظات انگیزشی ۲ منتشر کرد.

### جوایز و تقدیر
- منک در ۱۶ آوریل ۲۰۱۶ توسط کالج آلدررگیت، فیلیپین و شریک همکارش کالج آلدرسگیت - دوبلین، ایرلند، دکترای افتخاری راهنمایی اجتماعی دریافت کرد.
- جوایز KSBEA 2015 – جایزه رهبری جهانی در هدایت اجتماعی توسط Cochin Herald اهدا شد.
- او در سال‌های ۲۰۱۴ و ۲۰۱۷ در فهرست ۵۰۰ مسلمان تأثیرگذار قرار گرفت.[۹]

### جنجال‌ها
هافینگتون پست منک را یک "مبلغ اسلامی آشکارا همجنسگرا هراس" توصیف کرده‌است که عمل همجنس‌گرایی را "کثیف"خطاب و محکوم کرده‌است. در سال ۲۰۱۳، او قرار بود از شش دانشگاه بریتانیا - آکسفورد، لیدز، لستر، لیورپول، کاردیف و گلاسکو بازدید کند - اما تور سخنرانی پس از ابراز نگرانی اتحادیه‌های دانشجویی و مقامات دانشگاه در مورد دیدگاه‌های او لغو شد. بیانیه بحث‌برانگیز منک شامل این عبارات بود: "چگونه می‌توانید با همجنس خود دست به اعمال غیراخلاقی بزنید؟.قرآن به صراحت می‌گوید این کاری که شما انجام می‌دهید اشتباه است. الله در مورد این که کار چقدر کثیف است سخن گفته‌است. با تمام احترامی که برای حیوانات قائل هستم، همجنس گرایان بدتر از حیوانات هستند.»

### ممنوعیت سفر
در ۳۱ اکتبر ۲۰۱۷، سنگاپور منک را از مرزهای خود منع کرد زیرا معتقد است که او نظراتی را بیان می‌کند که با قوانین و سیاست‌های چندفرهنگی آن سازگار نیست. به گزارش استریتز تایمز، او تأکید کرده‌است که «برای مسلمانان کفرآمیز است که به مومنان سایر ادیان در طول جشنواره‌هایی مانند کریسمس یا دیپاوالی تهنیت کنند». وزارت امور داخله سنگاپور در بیانیه ای اعلام کرد که تصمیم منک برای رد درخواست منک برای مجوز کار کوتاه مدت ناشی از «آموزه‌های جدایی طلبانه و تفرقه انگیز» وی است. مجلس علمای زیمبابوه، و مؤسسه خود منک، بیانیه ای را برای ابراز «تاسف» در مورد این ممنوعیت منتشر کرد. در این بیانیه آمده‌است که مفتی منک یک «دارایی برای زیمبابوه چند فرهنگی و چند مذهبی» است و بینندگان باید «به موعظه‌های او به طور کامل گوش دهند» و نه «کلیپ‌های چند دقیقه ای ویرایش شده» را برای دیدن مسیر معتدلی که او انتخاب کرده‌است. در نوامبر ۲۰۱۸، دولت دانمارک ورود مفتی منک به مرزهای خود را به مدت ۲ سال ممنوع کرد.